# Nia Dennis
Pour les articles homonymes, voir Dennis.
Nia Dennis, est une gymnaste artistique américaine, née le 23 février 1999 à Columbus, Ohio connue pour ses performances artistiques liées à des artistes R'nb.

## Biographie
Membre de l’équipe nationale de 2013 à 2015, elle remporte les championnats universitaires (NCAA) avec les Bruins d'UCLA en 2018. Vainqueure des championnats du Pacifique en 2014 à Richmond au Canada, elle est contrainte de renoncer aux sélections pour les Jeux olympiques d'été de 2016 à cause d’une blessure au tendon d'Achille. Elle gagne une audience internationale avec un programme presque parfait de 9,975 réalisé sur l'air entraînant de musiques de Beyoncé.
En janvier 2021, elle connaît de nouveau une forte notoriété internationale en enchaînait une nouvelle prestation de haut vol en rendant hommage aux artistes noirs Kendrick Lamar, Beyoncé, Tupac Shakur, Missy Elliott, Soulja Boy et Megan Thee Stallion, dans une performance qui lui vaut les encouragements de la championne Simone Biles.

## Palmarès
- Championne NCAA (2018)